# 滨河粮液
滨河粮液是甘肃省民乐县出产的一系列白酒，源于改革开放后为恢复当地白酒生产，于1984年成立的滨河酒厂，后改制成为民企，其产品为甘肃少数同时包括酱香型白酒、浓香型白酒和清香型白酒的白酒品牌。除白酒外，尚有国风系列葡萄酒。滨河粮液原称滨河九粮液，简称九粮液，因而和五粮液陷入长达六年的官司，后于2019年败诉，所以改称滨河粮液。